# サロン ド フルベール
株式会社サロン ド フルベール（英: SALON DE FLOUVEIL Corporation）は、大阪市西区西本町に本社を置いていた、訪問販売制の宅配用化粧品・医薬部外品・健康食品を扱う企業である。 
シンボルマークは「メビウス」。

## 概要
1973年に設立。かつては「双美人」のシンボルマークで親しまれていた。この「双美人」のモデルは前田利為の先妻・漾子（なみこ）である。 代表取締役社長は中山ユカリ（なかやま ゆかり）。同社はセルフ化粧品のメーカー「株式会社クラブコスメチックス」のグループ企業でもある。 
同社提供番組でのスポンサー出稿当初は「フルベール化粧品」で放送されていたが、末期は「化粧品」の読みを省略していた。ちなみに提供読みは「フルベール化粧品」や「美しさへのマイウェイ。フルベール化粧品」だった。
2009年1月8日に株式会社フルベールから社名変更したが、2012年1月1日に親会社であるクラブコスメチックスと合併して解散。現在は株式会社クラブコスメチックス　サロン ド フルベール事業部として運営されている。
なお、1983年には地上9階建て（間口約10メートル）の東京支社ビルを東京都渋谷区の青山通り沿いに建設。地上5階建ての立体駐車場と一体になったペンシルビルで、会社の解散後も「サロン ド フルベール事業部」が使用していたが、老朽化の進行に伴って2023年7月から解体を始めている。NHK総合テレビで2023年12月13日に放送された『解体キングダム』では、「都心の狭小物件　ペンシルビルを解体せよ」とのタイトルで、社名を伏せながら解体工事の一部工程を紹介された。2024年1月に解体の完了を予定していることも明らかにされた。

## 主な株主
- クラブコスメチックス（大株主）
- 笹岡薬品（大株主）
- 大日本除虫菊
- 大日本住友製薬

※…以上のように、大阪市にある大手・中堅企業が名を連ねている。

## 関連会社
- クラブコスメチックス（親会社）
- マリークヮントコスメチックスジャパン
- 中山太陽堂興産

## 提供番組（すべて過去）
- 必殺シリーズ（朝日放送制作・テレビ朝日系列）
- クイズMr.ロンリー（毎日放送制作・TBS系列）
- 三枝の爆笑美女対談（関西テレビ制作・フジテレビ系列）
- クイズ!早くイッてよ（フジテレビ系列）
- NNNニュースダッシュ（日本テレビ・関東ローカルまたは関西ローカル）
- びっくり日本新記録（読売テレビ制作・日本テレビ系列）
- おもしろサンデー（読売テレビ・関西ローカル）
- 月曜時代劇（テレビ朝日系列）
- スーパーモーニング（テレビ朝日系列） など